# Christian Wilhelm Brose
Christian Wilhelm Brose (* 14. Juli 1781; † 13. Januar 1870) war ein Berliner Bankier.
Brose wurde nach der Heirat mit Henriette Fetschow von seinem Schwiegervater Heinrich Friedrich Gottlieb Fetschow als Partner in dessen Geschäft aufgenommen. Er war auch beauftragter Rechnungsprüfer in dem „Verein der Kunstfreunde im preußischen Staat“.
Das Wohn- und Geschäftshaus der Broses befand sich in der Klosterstr. 87, an jenem Platz, an dem sich heute der Fernsehturm befindet. Die Familie Brose besaß im Berliner Stadtteil Niederschönhausen ein Sommerhaus mit Garten, auch als Brosehaus und Brosepark bekannt.

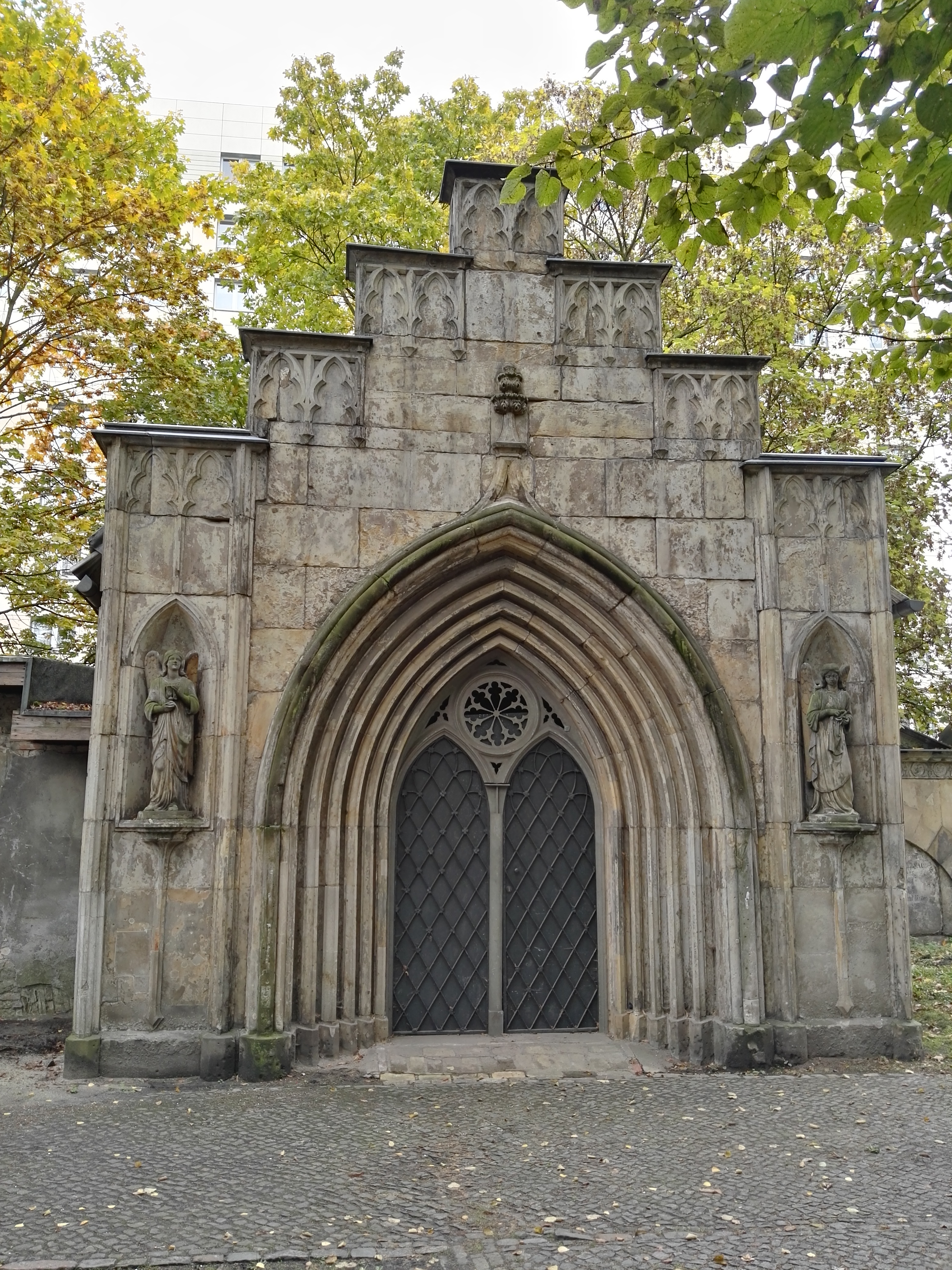
Grabstätte

Brose hatte gute Verbindungen zu Berliner Größen seiner Zeit, z. B. zu Karl Friedrich Schinkel, Christian Peter Wilhelm Beuth und den Brüdern Gropius. 1861 erhielt er den Roten Adlerorden dritter Klasse mit Schleife verliehen. Sein Grab befindet sich auf dem St.-Marien- und St.-Nikolai-Friedhof I im Berliner Ortsteil Prenzlauer Berg und bildet mit dem Mausoleum der ganzen Familie eines der wichtigsten Bauwerke ebenda.